# Escarabajo
Escarabajo é a alcunha pela qual os ciclistas colombianos são conhecidos. Este apelido surgiu em 1952 com a popularização do ciclismo naquele país e a criação da Vuelta Colômbia, tornando-se popular na Europa na década de 1980 devido à explosão dos ciclistas colombianos em eventos internacionais. O apelido se refere às habilidades de escalada dos ciclistas colombianos, já que o "escarabajo" (que quer dizer besouro em espanhol) tem grande habilidade para escalar ou subir paredes graças aos pelos pegajosos que estão em suas pernas.
Os escarabajos colombianos mostraram suas habilidades em etapas de montanha, embora em outros tipos de terrenos, principalmente em corridas planas, tiveram menos sucesso devido ao seu físico.

## Ciclistas notáveis
Recentemente, o ciclismo colombiano mudou, com os ciclistas colombianos se destacando em outros terrenos: Santiago Botero foi declarado campeão mundial de contrarrelógio.
Os escarabajos mais notáveis dos anos oitenta foram Luis Herrera, vencedor de uma Vuelta a España, e Fabio Parra, primeiro colombiano a chegar ao pódio no Tour de France. Na década de 2010, Nairo Quintana se destacou, terminando em segundo na classificação geral e primeiro na classificação de montanha no Tour de France 2013. No Tour de France 2015, ele terminou em segundo lugar novamente na classificação geral e em primeiro lugar na classificação de jovens pilotos.
Em 1º de junho de 2014, Quintana foi declarado campeão do Giro d'Italia e o colombiano Rigoberto Uran foi o segundo. Além disso, o colombiano Julián Arredondo ganhou o título de Rei das Montanhas.
Outros escarabajos da "nova geração" do ciclismo colombiano são Esteban Chaves, Sergio Luis Henao, Miguel Ángel López, Jarlinson Pantano, Winner Anacona, Darwin Atapuma, Fernando Gaviria, Carlos Betancur, Dayer Quintana, Sebastián Henao, Rodolfo Torres, Fabio Duarte, Daniel Alexander Jaramillo, Egan Bernal, Janier Acevedo, Jhonatan Restrepo, Edwin Ávila e Rodrigo Contreras.